# Gyerim-dong, Gwangju
Gyerim-dong (koreanska: 계림동) är en stadsdel i staden Gwangju i den södra delen av Sydkorea,  270 km söder om huvudstaden Seoul. Den ligger i stadsdistriktet Dong-gu.

## Indelning
Administrativt är Gyerim-dong indelat i:
| Namn    | Namn              | Yta km² | Invånare 31 dec 2020 |
| ------- | ----------------- | ------- | -------------------- |
| 계림1동 | Gyerim 1(il)-dong | 0,63    | 10 382               |
| 계림2동 | Gyerim 2(i)-dong  | 0,56    | 7 883                |